# 12e étape du Tour de France 2019
Pour un article plus général, voir Tour de France 2019.
La 12e étape du Tour de France 2019 se déroule le jeudi 18 juillet 2019 entre Toulouse et Bagnères-de-Bigorre, sur une distance de 209,5 kilomètres.

## Parcours
Deux difficultés sont au programme dont : Col de Peyresourde (13,2 km de montée à 7 % de pente moyenne) et la Hourquette d'Ancizan. Il y a une descente pour redescendre sur Bagnères-de-Bigorre.

## Déroulement de la course
La première étape pyrénéenne part très rapidement. Aucune échappée ne parvient à se former dans les 30 premiers kilomètres, le peloton avançant à un rythme très rapide. Finalement un groupe d'une quarantaine de coureurs parvient à s'extirper du peloton lorsque ce dernier décide de se relever. Parmi le groupe de fuyards, on y trouve plusieurs sprinteurs comme Peter Sagan, Michael Matthews, Dylan Groenewegen et Sonny Colbrelli qui visent le sprint intermédiaire pour le maillot vert, et de nombreux baroudeurs comme Greg Van Avermaet, Matteo Trentin, Nicolas Roche, Simon Yates ou encore Tony Gallopin. Chaque équipe a pu placer au moins un de leurs membres à l'avant, à l'exception des Groupama-FDJ, des Ineos et des Katusha-Alpecin. Le plus proche du maillot jaune étant à un peu moins d'un quart d'heure, l'échappée n'est pas menaçante mais les Deceuninck-Quick Step contrôlent tout en laissant de plus en plus d'avance au fil de l'étape. Dans le col de Peyresourde, Lilian Calmejane place une attaque mais il sera rattrapé juste avant le sommet par Tim Wellens, qui conforte son maillot du meilleur grimpeur. La descente de Peyresourde fait exploser le groupe des échappés ne laissant qu'une poignée d'hommes en tête. Dans la Hourquette d'Ancizan, un trio émerge : Simon Yates, Gregor Mühlberger et Pello Bilbao. Prenant de l'avance, ils abordent la descente avec plus d'une minute d'avance sur leurs poursuivants. Ils restent ensemble jusqu'à Bagnères-de-Bigorre, où Simon Yates parviendra à battre de justesse au sprint ses deux compagnons pour s'adjuger la victoire d'étape. Dix minutes derrière, les Ineos ont pris les commandes du peloton et ont imprimé un train qui n'a permis de lâcher aucun des favoris, afin de conserver des forces pour le contre-la-montre du lendemain. Aucun maillot ne change d'épaules.

## Résultats

### Classement de l'étape
| Classement de la 12e étape | Classement de la 12e étape | Classement de la 12e étape | Classement de la 12e étape | Classement de la 12e étape |
|                            | Coureur                    | Pays                       | Équipe                     | Temps                      |
| -------------------------- | -------------------------- | -------------------------- | -------------------------- | -------------------------- |
| 1er                        | Simon Yates                | Royaume-Uni                | Mitchelton-Scott           | en 4 h 57 min 53 s         |
| 2e                         | Peio Bilbao                | Espagne                    | Astana                     | + 0 s                      |
| 3e                         | Gregor Mühlberger          | Autriche                   | Bora-Hansgrohe             | + 0 s                      |
| 4e                         | Tiesj Benoot               | Belgique                   | Lotto-Soudal               | + 1 min 28 s               |
| 5e                         | Fabio Felline              | Italie                     | Trek-Segafredo             | + 1 min 28 s               |
| 6e                         | Matteo Trentin             | Italie                     | Mitchelton-Scott           | + 1 min 28 s               |
| 7e                         | Oliver Naesen              | Belgique                   | AG2R La Mondiale           | + 1 min 28 s               |
| 8e                         | Rui Costa                  | Portugal                   | UAE Emirates               | + 1 min 28 s               |
| 9e                         | Simon Clarke               | Australie                  | EF Education First         | + 1 min 28 s               |
| 10e                        | Jasper Stuyven             | Belgique                   | Trek-Segafredo             | + 1 min 28 s               |
| modifier                   |                            |                            |                            |                            |

### Points attribués
| Sprint intermédiaire Bagnères-de-Luchon (km 130,5) | Sprint intermédiaire Bagnères-de-Luchon (km 130,5) | Sprint intermédiaire Bagnères-de-Luchon (km 130,5) | Sprint intermédiaire Bagnères-de-Luchon (km 130,5) | Sprint intermédiaire Bagnères-de-Luchon (km 130,5) |
| -------------------------------------------------- | -------------------------------------------------- | -------------------------------------------------- | -------------------------------------------------- | -------------------------------------------------- |
|                                                    | Coureur                                            | Pays                                               | Équipe                                             | Point(s)                                           |
| 1er                                                | Peter Sagan                                        | Slovaquie                                          | Bora-Hansgrohe                                     | 20                                                 |
| 2e                                                 | Sonny Colbrelli                                    | Italie                                             | Bahrain-Merida                                     | 17                                                 |
| 3e                                                 | Alexander Kristoff                                 | Norvège                                            | UAE Emirates                                       | 15                                                 |
| 4e                                                 | Jasper Stuyven                                     | Belgique                                           | Trek-Segafredo                                     | 13                                                 |
| 5e                                                 | Daniel Oss                                         | Italie                                             | Bora-Hansgrohe                                     | 11                                                 |
| 6e                                                 | Cees Bol                                           | Pays-Bas                                           | Sunweb                                             | 10                                                 |
| 7e                                                 | Tony Gallopin                                      | France                                             | AG2R La Mondiale                                   | 9                                                  |
| 8e                                                 | Julien Simon                                       | France                                             | Cofidis                                            | 8                                                  |
| 9e                                                 | Nikias Arndt                                       | Allemagne                                          | Sunweb                                             | 7                                                  |
| 10e                                                | Thomas Scully                                      | Nouvelle-Zélande                                   | EF Education First                                 | 6                                                  |
| 11e                                                | Simon Clarke                                       | Australie                                          | EF Education First                                 | 5                                                  |
| 12e                                                | Peio Bilbao                                        | Espagne                                            | Astana                                             | 4                                                  |
| 13e                                                | Iván García Cortina                                | Espagne                                            | Bahrain-Merida                                     | 3                                                  |
| 14e                                                | Matteo Trentin                                     | Italie                                             | Mitchelton-Scott                                   | 2                                                  |
| 15e                                                | Mathias Frank                                      | Suisse                                             | AG2R La Mondiale                                   | 1                                                  |
| modifier                                           |                                                    |                                                    |                                                    |                                                    |

| Arrivée d'étape Bagnères-de-Bigorre (km 209,5) | Arrivée d'étape Bagnères-de-Bigorre (km 209,5) | Arrivée d'étape Bagnères-de-Bigorre (km 209,5) | Arrivée d'étape Bagnères-de-Bigorre (km 209,5) | Arrivée d'étape Bagnères-de-Bigorre (km 209,5) |
| ---------------------------------------------- | ---------------------------------------------- | ---------------------------------------------- | ---------------------------------------------- | ---------------------------------------------- |
|                                                | Coureur                                        | Pays                                           | Équipe                                         | Point(s)                                       |
| 1er                                            | Simon Yates                                    | Royaume-Uni                                    | Mitchelton-Scott                               | 30                                             |
| 2e                                             | Peio Bilbao                                    | Espagne                                        | Astana                                         | 25                                             |
| 3e                                             | Gregor Mühlberger                              | Autriche                                       | Bora-Hansgrohe                                 | 22                                             |
| 4e                                             | Tiesj Benoot                                   | Belgique                                       | Lotto-Soudal                                   | 19                                             |
| 5e                                             | Fabio Felline                                  | Italie                                         | Trek-Segafredo                                 | 17                                             |
| 6e                                             | Matteo Trentin                                 | Italie                                         | Mitchelton-Scott                               | 15                                             |
| 7e                                             | Oliver Naesen                                  | Belgique                                       | AG2R La Mondiale                               | 13                                             |
| 8e                                             | Rui Costa                                      | Portugal                                       | UAE Emirates                                   | 11                                             |
| 9e                                             | Simon Clarke                                   | Australie                                      | EF Education First                             | 9                                              |
| 10e                                            | Jasper Stuyven                                 | Belgique                                       | Trek-Segafredo                                 | 7                                              |
| 11e                                            | Greg Van Avermaet                              | Belgique                                       | CCC                                            | 6                                              |
| 12e                                            | Dylan Teuns                                    | Belgique                                       | Bahrain-Merida                                 | 5                                              |
| 13e                                            | Serge Pauwels                                  | Belgique                                       | CCC                                            | 4                                              |
| 14e                                            | Mathias Frank                                  | Suisse                                         | AG2R La Mondiale                               | 3                                              |
| 15e                                            | Nicolas Roche                                  | Irlande                                        | Sunweb                                         | 2                                              |
| modifier                                       |                                                |                                                |                                                |                                                |

|   | Coureur           | Pays        | Équipe          | Bonifications |
| - | ----------------- | ----------- | --------------- | ------------- |
| 1 | Simon Yates       | Royaume-Uni | Mitchelton-Sott | 8 s           |
| 2 | Gregor Mühlberger | Autriche    | Bora-Hansgrohe  | 5 s           |
| 3 | Peio Bilbao       | Espagne     | Astana          | 2 s           |

|   | Coureur           | Pays        | Équipe           | Bonifications |
| - | ----------------- | ----------- | ---------------- | ------------- |
| 1 | Simon Yates       | Royaume-Uni | Mitchelton-Scott | 10 s          |
| 2 | Peio Bilbao       | Espagne     | Astana           | 6 s           |
| 3 | Gregor Mühlberger | Autriche    | Bora-Hansgrohe   | 4 s           |

### Cols et côtes
| Côte de Montoulieu-Saint-Bernard (km 62,5) 4e catégorie (1,7km à 5,2%) | Côte de Montoulieu-Saint-Bernard (km 62,5) 4e catégorie (1,7km à 5,2%) | Côte de Montoulieu-Saint-Bernard (km 62,5) 4e catégorie (1,7km à 5,2%) | Côte de Montoulieu-Saint-Bernard (km 62,5) 4e catégorie (1,7km à 5,2%) | Côte de Montoulieu-Saint-Bernard (km 62,5) 4e catégorie (1,7km à 5,2%) |
| ---------------------------------------------------------------------- | ---------------------------------------------------------------------- | ---------------------------------------------------------------------- | ---------------------------------------------------------------------- | ---------------------------------------------------------------------- |
|                                                                        | Coureur                                                                | Pays                                                                   | Équipe                                                                 | Point(s)                                                               |
| 1er                                                                    | Tim Wellens                                                            | Belgique                                                               | Lotto-Soudal                                                           | 1                                                                      |
| modifier                                                               |                                                                        |                                                                        |                                                                        |                                                                        |

| Col de Peyresourde (km 146) 1re catégorie (13,2km à 7,0%) | Col de Peyresourde (km 146) 1re catégorie (13,2km à 7,0%) | Col de Peyresourde (km 146) 1re catégorie (13,2km à 7,0%) | Col de Peyresourde (km 146) 1re catégorie (13,2km à 7,0%) | Col de Peyresourde (km 146) 1re catégorie (13,2km à 7,0%) |
| --------------------------------------------------------- | --------------------------------------------------------- | --------------------------------------------------------- | --------------------------------------------------------- | --------------------------------------------------------- |
|                                                           | Coureur                                                   | Pays                                                      | Équipe                                                    | Point(s)                                                  |
| 1er                                                       | Tim Wellens                                               | Belgique                                                  | Lotto-Soudal                                              | 10                                                        |
| 2e                                                        | Serge Pauwels                                             | Belgique                                                  | CCC                                                       | 8                                                         |
| 3e                                                        | Lilian Calmejane                                          | France                                                    | Total Direct Énergie                                      | 6                                                         |
| 4e                                                        | Tiesj Benoot                                              | Belgique                                                  | Lotto Soudal                                              | 4                                                         |
| 5e                                                        | Simon Clarke                                              | Australie                                                 | EF Education First                                        | 2                                                         |
| 6e                                                        | Mathias Frank                                             | Suisse                                                    | AG2R La Mondiale                                          | 1                                                         |
| modifier                                                  |                                                           |                                                           |                                                           |                                                           |

| \| Hourquette d'Ancizan (km 179) 1re catégorie (9,9km à 7,5%) \| Hourquette d'Ancizan (km 179) 1re catégorie (9,9km à 7,5%) \| Hourquette d'Ancizan (km 179) 1re catégorie (9,9km à 7,5%) \| Hourquette d'Ancizan (km 179) 1re catégorie (9,9km à 7,5%) \| Hourquette d'Ancizan (km 179) 1re catégorie (9,9km à 7,5%) \| \| ---------------------------------------------------------- \| ---------------------------------------------------------- \| ---------------------------------------------------------- \| ---------------------------------------------------------- \| ---------------------------------------------------------- \| \| \| Coureur \| Pays \| Équipe \| Point(s) \| \| 1er \| Simon Yates \| Royaume-Uni \| Mitchelton-Sott \| 10 \| \| 2e \| Gregor Mühlberger \| Autriche \| Bora-Hansgrohe \| 8 \| \| 3e \| Peio Bilbao \| Espagne \| Astana \| 6 \| \| 4e \| Serge Pauwels \| Belgique \| CCC \| 4 \| \| 5e \| Tony Gallopin \| France \| AG2R La Mondiale \| 2 \| \| 6e \| Matteo Trentin \| Italie \| Mitchelton-Sott \| 1 \| \| modifier \| \| \| \| \| |                   |             |                  |          |
| Hourquette d'Ancizan (km 179) 1re catégorie (9,9km à 7,5%) |                   |             |                  |          |
| | Coureur           | Pays        | Équipe           | Point(s) |
| 1er | Simon Yates       | Royaume-Uni | Mitchelton-Sott  | 10       |
| 2e | Gregor Mühlberger | Autriche    | Bora-Hansgrohe   | 8        |
| 3e | Peio Bilbao       | Espagne     | Astana           | 6        |
| 4e | Serge Pauwels     | Belgique    | CCC              | 4        |
| 5e | Tony Gallopin     | France      | AG2R La Mondiale | 2        |
| 6e | Matteo Trentin    | Italie      | Mitchelton-Sott  | 1        |
| modifier |                   |             |                  |          |

### Prix de la combativité
- Matteo Trentin (Mitchelton-Scott)

## Classements à l'issue de l'étape

### Classement général
| Classement général | Classement général | Classement général | Classement général    | Classement général |
|                    | Coureur            | Pays               | Équipe                | Temps              |
| ------------------ | ------------------ | ------------------ | --------------------- | ------------------ |
| 1er                | Julian Alaphilippe | France             | Deceuninck-Quick Step | en 52 h 26 min 9 s |
| 2e                 | Geraint Thomas     | Royaume-Uni        | Ineos                 | + 1 min 12 s       |
| 3e                 | Egan Bernal        | Colombie           | Ineos                 | + 1 min 16 s       |
| 4e                 | Steven Kruijswijk  | Pays-Bas           | Jumbo-Visma           | + 1 min 27 s       |
| 5e                 | Emanuel Buchmann   | Allemagne          | Bora-Hansgrohe        | + 1 min 45 s       |
| 6e                 | Enric Mas          | Espagne            | Deceuninck-Quick Step | + 1 min 46 s       |
| 7e                 | Adam Yates         | Royaume-Uni        | Mitchelton-Scott      | + 1 min 47 s       |
| 8e                 | Nairo Quintana     | Colombie           | Movistar              | + 2 min 4 s        |
| 9e                 | Daniel Martin      | Irlande            | UAE Emirates          | + 2 min 9 s        |
| 10e                | Thibaut Pinot      | France             | Groupama-FDJ          | + 2 min 33 s       |
| modifier           |                    |                    |                       |                    |

### Classement par points
| Classement par points | Classement par points | Classement par points | Classement par points | Classement par points |
| --------------------- | --------------------- | --------------------- | --------------------- | --------------------- |
|                       | Coureur               | Pays                  | Équipe                | Point(s)              |
| 1er                   | Peter Sagan           | Slovaquie             | Bora-Hansgrohe        | 277 points            |
| 2e                    | Sonny Colbrelli       | Italie                | Bahrain-Merida        | 191 pts               |
| 3e                    | Elia Viviani          | Italie                | Deceuninck-Quick Step | 184 pts               |
| 4e                    | Michael Matthews      | Australie             | Sunweb                | 167 pts               |
| 5e                    | Caleb Ewan            | Australie             | Lotto Soudal          | 148 pts               |
| 6e                    | Jasper Stuyven        | Belgique              | Trek-Segafredo        | 132 pts               |
| 7e                    | Matteo Trentin        | Italie                | Mitchelton-Scott      | 118 pts               |
| 8e                    | Greg Van Avermaet     | Belgique              | CCC                   | 101 pts               |
| 9e                    | Dylan Groenewegen     | Pays-Bas              | Jumbo-Visma           | 96 pts                |
| 10e                   | Julian Alaphilippe    | France                | Deceuninck-Quick Step | 75 pts                |
| modifier              |                       |                       |                       |                       |

### Classement du meilleur jeune
| Classement général du meilleur jeune | Classement général du meilleur jeune | Classement général du meilleur jeune | Classement général du meilleur jeune | Classement général du meilleur jeune |
|                                      | Coureur                              | Pays                                 | Équipe                               | Temps                                |
| ------------------------------------ | ------------------------------------ | ------------------------------------ | ------------------------------------ | ------------------------------------ |
| 1er                                  | Egan Bernal                          | Colombie                             | Ineos                                | en 52 h 27 min 25 s                  |
| 2e                                   | Enric Mas                            | Espagne                              | Deceuninck-Quick Step                | + 30 s                               |
| 3e                                   | David Gaudu                          | France                               | Groupama-FDJ                         | + 3 min 16 s                         |
| 4e                                   | Giulio Ciccone                       | Italie                               | Trek-Segafredo                       | + 13 min 19 s                        |
| 5e                                   | Gregor Mühlberger                    | Autriche                             | Bora-Hansgrohe                       | + 23 min 59 s                        |
| 6e                                   | Maximilian Schachmann                | Allemagne                            | Bora-Hansgrohe                       | + 25 min 12 s                        |
| 7e                                   | Laurens De Plus                      | Belgique                             | Jumbo-Visma                          | + 27 min 43 s                        |
| 8e                                   | Tiesj Benoot                         | Belgique                             | Lotto-Soudal                         | + 32 min 48 s                        |
| 9e                                   | Gianni Moscon                        | Italie                               | Ineos                                | + 48 min 2 s                         |
| 10e                                  | Søren Kragh Andersen                 | Danemark                             | Sunweb                               | + 49 min 5 s                         |
| modifier                             |                                      |                                      |                                      |                                      |

### Classement du meilleur grimpeur
| Classement du meilleur grimpeur | Classement du meilleur grimpeur | Classement du meilleur grimpeur | Classement du meilleur grimpeur | Classement du meilleur grimpeur |
| ------------------------------- | ------------------------------- | ------------------------------- | ------------------------------- | ------------------------------- |
|                                 | Coureur                         | Pays                            | Équipe                          | Point(s)                        |
| 1er                             | Tim Wellens                     | Belgique                        | Lotto-Soudal                    | 54 points                       |
| 2e                              | Thomas De Gendt                 | Belgique                        | Lotto-Soudal                    | 37 pts                          |
| 3e                              | Giulio Ciccone                  | Italie                          | Trek-Segafredo                  | 30 pts                          |
| 4e                              | Xandro Meurisse                 | Belgique                        | Wanty-Gobert                    | 27 pts                          |
| 5e                              | Natnael Berhane                 | Érythrée                        | Cofidis                         | 20 pts                          |
| 6e                              | Tiesj Benoot                    | Belgique                        | Lotto-Soudal                    | 16 pts                          |
| 7e                              | Dylan Teuns                     | États-Unis                      | Bahrain-Merida                  | 13 pts                          |
| 8e                              | Serge Pauwels                   | Belgique                        | CCC                             | 13 pts                          |
| 9e                              | Benjamin King                   | Afrique du Sud                  | Dimension Data                  | 13 pts                          |
| 10e                             | Simon Yates                     | Royaume-Uni                     | Mitchelton-Scott                | 10 pts                          |
| modifier                        |                                 |                                 |                                 |                                 |

### Classement par équipes
| Classement par équipes | Classement par équipes | Classement par équipes | Classement par équipes |
|                        | Équipe                 | Pays                   | Temps                  |
| ---------------------- | ---------------------- | ---------------------- | ---------------------- |
| 1re                    | Trek-Segafredo         | États-Unis             | en 157 h 27 min 18 s   |
| 2e                     | AG2R La Mondiale       | France                 | + 9 min 19 s           |
| 3e                     | Movistar               | Espagne                | + 10 min 22 s          |
| 4e                     | Bora-Hansgrohe         | Allemagne              | + 12 min 1 s           |
| 5e                     | Mitchelton-Scott       | Australie              | + 12 min 47 s          |
| 6e                     | UAE Emirates           | Émirats arabes unis    | + 30 min 10 s          |
| 7e                     | Groupama-FDJ           | France                 | + 33 min 48 s          |
| 8e                     | Jumbo-Visma            | Pays-Bas               | + 33 min 58 s          |
| 9e                     | EF Education First     | États-Unis             | + 35 min 1 s           |
| 10e                    | Ineos                  | Royaume-Uni            | + 40 min 37 s          |
| modifier               |                        |                        |                        |

## Abandons
- 44 -  Rohan Dennis (Bahrain-Merida) : Abandon[1]
- 128 -  Jasper Philipsen (UAE Emirates) : Non-partant[1]
- 207 -  Giacomo Nizzolo (Dimension Data) : Abandon[1]

## Le maillot jaune du jour
Chaque jour, un maillot jaune différent est remis au leader du classement général, avec des imprimés rendant hommage à des coureurs ou à des symboles qui ont marqué l'histoire l'épreuve, à l'occasion du centième anniversaire du maillot jaune.
La place du Capitole à Toulouse, l’une des plus vastes de France est la représentation du maillot jaune.